# Tên lửa đạn đạo tầm trung

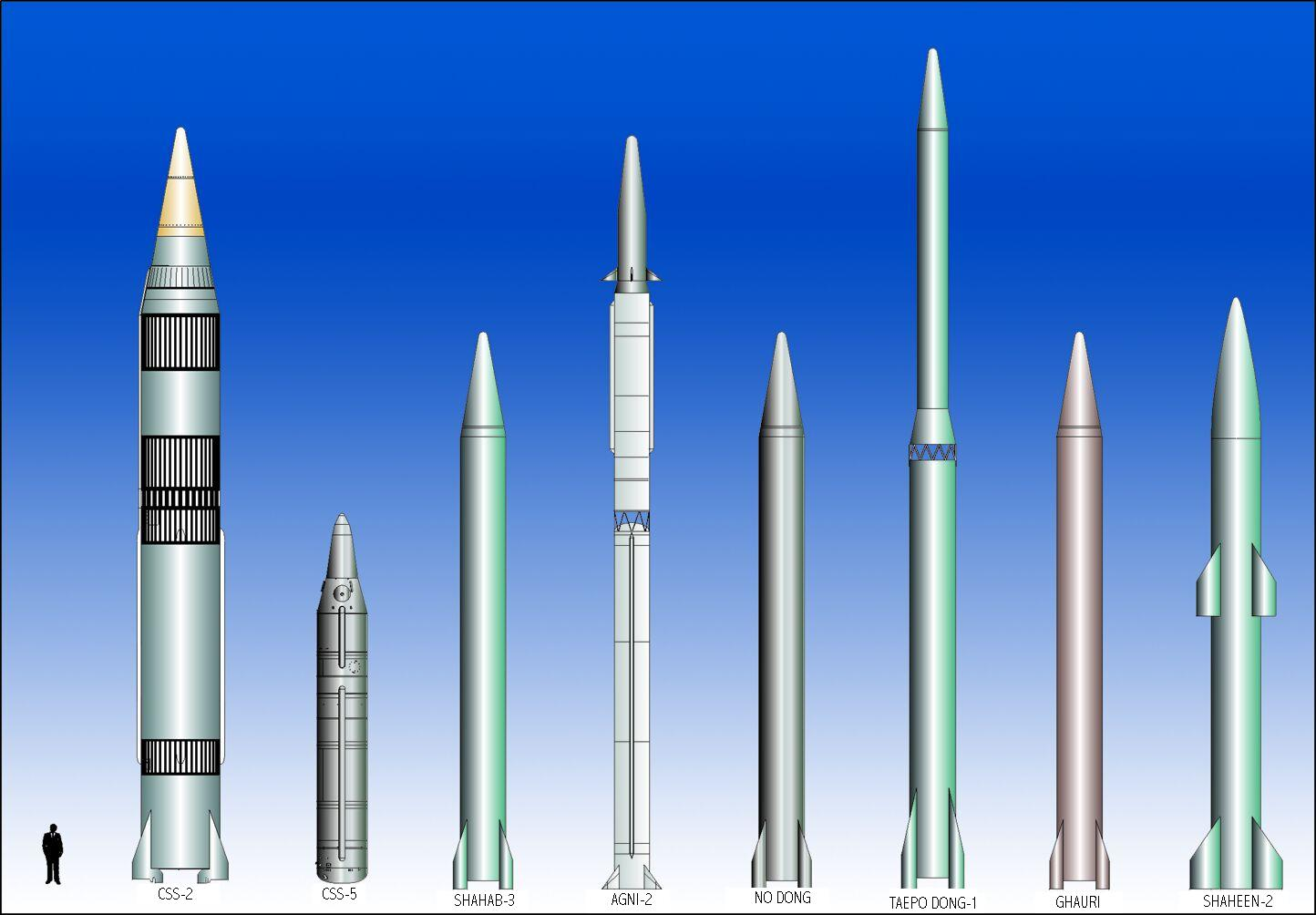
Các loại tên lửa IRBM và MRBM

Tên lửa đạn đạo tầm trung (medium-range ballistic missile (MRBM)) là một loại tên lửa đạn đạo có tầm bắn trung bình, nói chung khái niệm tầm bắn trung bình này phụ thuộc vào tiêu chuẩn của các tổ chức khác nhau. Theo như Bộ quốc phòng Mỹ thì tên lửa tầm trung được định nghĩa là tên lửa đạn đạo có tầm bắn từ 1.000 đến 3.000 kilômét (620 đến 1.860 mi). Theo các thuật ngữ hiện đại, các tên lửa đạn đạo tầm trung là một phần của nhóm tên lửa chiến lược theatre ballistic missiles, mà nó bao gồm tất cả các tên lửa đạn đạo có tầm bắn nhỏ hơn 3.500 kilômét (2.200 mi).

## Một số loại tên lửa tầm trung
- Agni II (2,000–3,000 km) (India)
- Ashoura (2,000–2,500 km) (Iran)
- Badr-2000 (1000 km) (Iraq)
- DF-2 (1,250 km) (Trung Quốc)
- DF-16 (800-1,000 km) (Trung Quốc)
- DF-16 1.000–1,600 kilômét (621,371–0,994 mi)  Trung Quốc
- DF-17 (1,800–2,500 km)  Trung Quốc
- DF-21 (1,500-1,700 km) (Trung Quốc) , (Saudi Arabia)
- Emad (1,700 km) (Iran)
- Fajr-3 (2,500 km(estimation)) (Iran)
- Ghadr-110 (2,000–3,000 km) (Iran)
- Jericho II (1,300 km) (Israel)
- J-600T Yıldırım IV (2500 km)  Turkey - under development
- Khorramshahr (missile)[2][3] (2000 km) (Iran)
- Hwasong-9 (1,000+ km)  Bắc Triều Tiên
- Hwasong-10/RD-B Musudan (2,500-4,000 km)  Bắc Triều Tiên
- Pukkuksong-1 (500-2,000 km)  Bắc Triều Tiên
- Pukkuksong-2 (1,200-3,000 km)  Bắc Triều Tiên
- Pershing II (1100 Miles) (USA)
- PGM-19 Jupiter (1491 Miles) (USA)
- Pukkuksong-2 (2,500-3,000 km)  Bắc Triều Tiên
- Raad-500 (500 km) (Iran)
- R-5 Pobeda (1,200 km)  Liên Xô
- R-12 Dvina (2,080 km)  Liên Xô
- Rodong-1 (1,000–1,500 km)  Bắc Triều Tiên
- RT-15 (2,500)  Liên Xô
- Samen (750–800 km) (Iran)
- Sejjil (2,000–4,500 km) (Iran)
- Shahab-3 (1,930-2,000 km) (Iran)
- Ghauri-I (1,500 km) (Pakistan)
- Ghauri-II (1,800-2,000 km) (Pakistan)
- Ababeel (2,200 km) (Pakistan)
- Shaheen-II(2,500 km) Pakistan[4][5]
- Shaheen-III (2,750 km)  Pakistan[6][7]
- Ghauri-III (3,000-3,500 km) (Pakistan)  (Cancelled)
- SSBS S1 (France)